# Station Donauwörth
Station Donauwörth is een spoorwegstation in de Duitse plaats Donauwörth. Het station werd in 1877 geopend.